# Peștera cu Oase
Peștera cu Oase (prononciation roumaine : [ˈpeʃtera ku ˈo̯ase], signifiant « grotte aux ossements ») est un système karstique de galeries et de salles situées près de la ville d'Anina, dans le județ de Caraș-Severin, au sud-ouest de la Roumanie, où certains des plus vieux restes d'Homo sapiens d'Europe ont été découverts, âgés de 37 800 ans.
En 2015, des analyses génétiques ont révélé que le fossile Oase 1 avait un ancêtre récent néandertalien, avec un ADN autosomique néandertalien estimé de 5 à 11 %. Le 12e chromosome de l'échantillon est notamment issu à 50 % de Néandertal,.

## La grotte
En février 2002, une équipe spéléologique explorant le système karstique de la vallée de Miniş, dans les montagnes du sud-ouest des Carpates près d'Anina, découvre une salle jusqu'alors inconnue contenant une profusion de restes de squelettes de mammifères. 
La grotte, qui semble avoir servi principalement comme chambre d'hibernation pour l'ours des cavernes du Pléistocène supérieur (Ursus spelaeus), présentait des arrangements inhabituels tels que le placement de quelques restes sur des rochers soulevés, suggérant une intervention de l'homme dans les dépôts accumulés. L'hypothèse se confirme lorsque les spéléologues Ştefan Milota, Adrian Bîlgăr et Laurenţiu Sarcina découvrent une mandibule humaine complète sur la paléosurface. La chambre karstique a été nommée « Peştera cu Oase » (la grotte aux ossements) et la mandibule humaine « Oase 1 ».

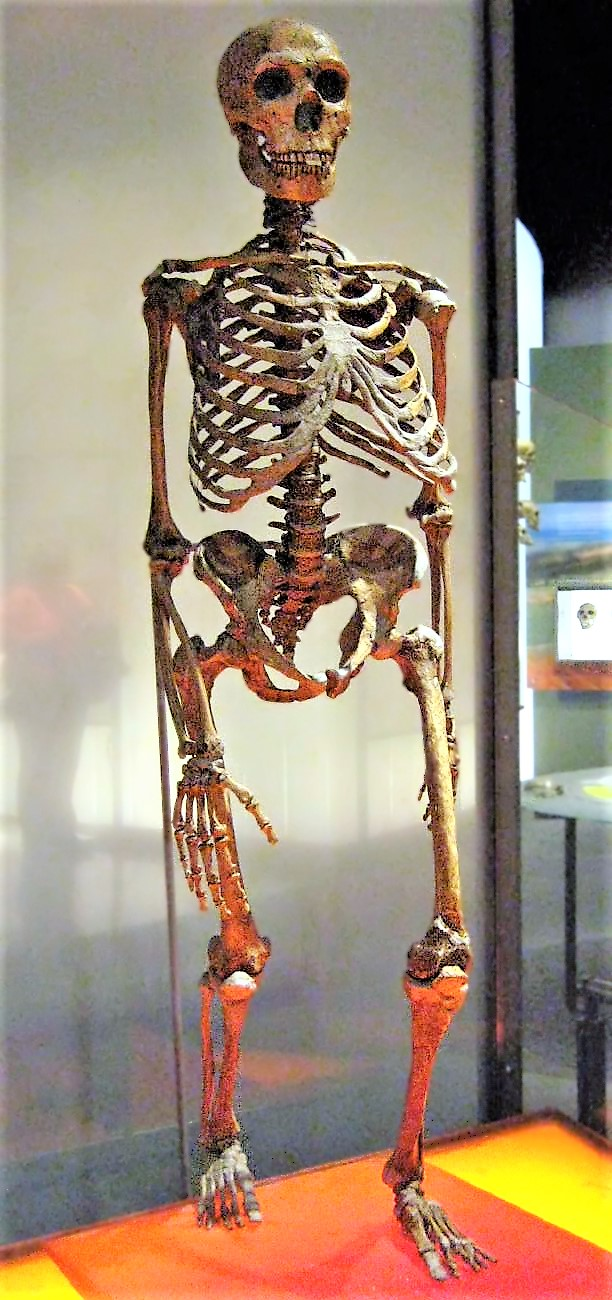
Un squelette d'homme de Néandertal.

En juin 2003, une nouvelle équipe de recherche composée de Ştefan Milota, Ricardo Rodrigo et Mircea Gherase découvre de nouveaux fossiles humains à la surface de la grotte. Une face antérieure d'un crâne est trouvée ainsi qu'un os temporal gauche presque complet et un certain nombre de morceaux d'os frontal, pariétal et occipital.
Un crâne trouvé dans Peştera cu Oase en 2004-2005 présente des caractéristiques d'hommes modernes et de néandertaliens. Selon une étude (Erik Trinkaus et al., publiée dans les Proceedings of the National Academy of Sciences en janvier 2007), les deux groupes s'hybridèrent il y a des milliers d'années. La datation par le carbone 14 indique que le crâne est vieux de 37 800 ans, ce qui en fait un des plus anciens fossiles humains modernes trouvés en Europe.
Les dernières datation par le carbone 14 confirment un âge de 37 800 ans avant le présent. La situation géographique du site, à proximité des Portes de Fer dans le corridor du Danube, suggère qu'il s'agit de l'une des premières populations humaines modernes ayant pénétré en Europe.

## Oase 1
Il est particulièrement remarquable que « Oase 1 », une mandibule adulte, présente des traits morphologiques combinant des caractéristiques d'Homo archaïques, d'homme moderne et peut-être de Néandertal avec la grande taille des molaires, toutefois pour le Professeur Iain Davidson ce caractère ne serait pas discriminant car il s'observe aussi sur les Homo sapiens plus anciens de Qafzeh et Skhul .
L'analyse de l'ADN de Oase 1 montre qu'il avait environ 6 à 9 % d'ascendance néandertalienne, ce qui est beaucoup plus que tout être humain aujourd'hui. La parenté remonterait, au moins en partie, à des croisements intervenus dans les quatre à six générations précédentes. Cette population n'étant pas plus étroitement liée aux anciens chasseurs-cueilleurs européens qu'à ceux d'Asie de l'Est, on peut penser qu'elle n'a pas fait de contribution significative à l'ascendance européenne moderne. L'analyse montre encore qu'Oase 1 appartient à une lignée éteinte d'ADN mitochondrial de l'haplogroupe N et à une forme de chromosome Y de l'haplogroupe F non apparentée aux haplogroupes G, H, et IJ.

## Oase 2 et 3
Alors que la mandibule d'Oase 1 est celle d'un individu mature, les os de l'étage moyen et supérieur de la face sont ceux d'un adolescent âgé d'approximativement 15 ans et correspondent donc à une autre personne, désignée comme « Oase 2 ». D'autres analyses ont, dans un premier temps, laissé penser que l'os temporal gauche appartenait à une troisième personne, probablement une adolescente, désignée comme « Oase 3 ». Cependant, des travaux supplémentaires ont montré que l'os temporal dérivait du même crâne que les os de la face d'« Oase 2 ». L'absence de signes archéologiques tels que des torches, du charbon de bois ou des outils pourrait suggérer que les restes humains ont été transportés par des circulations d'eau dans la grotte à travers les fissures du karst.
« Oase 2 » et « Oase 3 » peuvent corroborer le modèle de la mandibule « Oase 1 », comprenant un mélange de caractères archaïques, d'homme moderne et de Néandertal. Les échantillons présentent une suite de caractéristiques d'homme moderne comme l'absence d'arcade sourcilière et de prognathisme et la forme haute et arrondie du cerveau. Ces caractéristiques sont associées à plusieurs aspects archaïques du crâne et de la dentition qui différencient les individus des humains modernes, comme une grande face, une grande crête osseuse derrière l'oreille et de grandes dents qui s'élargissent à l'arrière de la denture. Le modèle de l'hybridation de Néandertal et d'homme moderne présente des caractères similaires à ceux trouvés par Cidália Duarte sur un fossile d'enfant vieux de 25 000 ans à Lagar Velho ou sur le site vieux de 31 000 ans de Mladeč.

## Recherches en cours
Des recherches sont encore en cours sur le site de Peștera cu Oase. Les résultats de la campagne de 2005 subissent à partir de 2012 une contre-expertise à l'Institut roumain de Spéléologie « Emil Racoviţă », à l'université nationale australienne (par résonance paramagnétique électronique et datation par l'uranium-thorium sur 21 échantillons d'os / dent et 29 échantillons de sédiments associés), à Université de Bristol (par datation par l'uranium-thorium sur 22 échantillons d'os), à l'Université de Bergen (par datation par l'uranium-thorium de 7 échantillons), à l'Université d'Oxford (par datation par le carbone 14 avec spectrométrie de masse par accélérateur (SMA) et sur 8 os / échantillons de dents), à l'Institut Max Planck (par analyse d'isotopes et de l'ADN ancien sur 37 os / échantillons de dents), à l'Université de Vienne (par datation par le carbone 14 avec spectrométrie de masse par accélérateur (SMA) sur des échantillons de 25 os / dent).

## Conséquences pour la recherche
Le contraste marqué entre les caractéristiques morphologiques des premiers hommes modernes et celles des néandertaliens classiques ainsi que les différences de aDNA mitochondrial ont suggéré une discontinuité anthropologique physique majeure et donc, un remplacement complet de la population entre le Paléolithique moyen et supérieur, conduisant à ce qu'on pourrait appeler le modèle « Origine africaine de l'homme avec remplacement complet des populations » .
Cependant, des datations plus récentes des fossiles ont démontré que les premiers restes humains modernes dataient du milieu ou de la fin de l'Holocène, donc beaucoup plus récents que ce qu'on supposait précédemment.

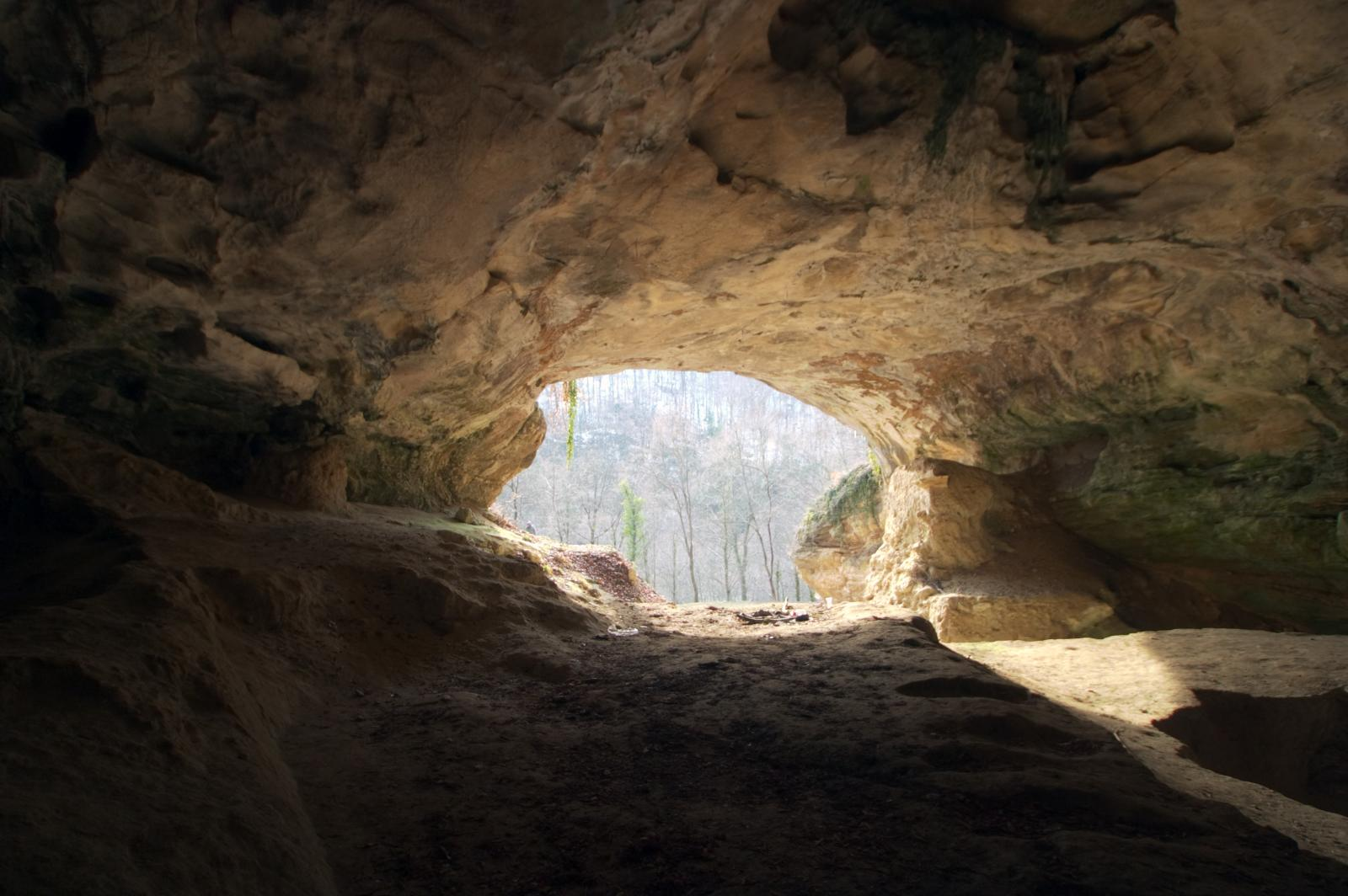
Grotte de Vindija en Croatie.

Dans ce contexte, l'importance des fossiles trouvés dans la grotte de « Peştera cu Oase » réside à la fois dans la présence de traits archaïques (Néandertal ou Homo sapiens de Qafzeh-Skuhl) et modernes et dans le fait qu'ils soient suffisamment complets pour être taxonomiquement diagnostiqués et directement datés. Ainsi, les fossiles de Oase ont coexisté pendant quelque 3000 années avec les Néandertaliens tardifs comme ceux de la grotte de Vindija (Croatie) datés d'environ 32 000 années radiocarbone avant le présent ou pour Arcy-sur-Cure (France) à environ 34 000 années radiocarbone avant le présent. D'ailleurs, l'idée que les personnes d'Oase sont très proches du moment de contact avec les Néandertaliens est compatible avec leurs traits archaïques et trouve une preuve supplémentaire dans les schémas de répartition spatio-temporelle des derniers restes néandertaliens.
La génétique ne rejetant pas l'hypothèse d'un mélange de Néandertal avec l'homme moderne et des preuves morphologiques et archéologiques suggérant que les lignées de Néandertal ont survécu plus tard parmi les populations du Paléolithique supérieur, les découvertes de la grotte « Peştera cu Oase » fournissent un argument fort en faveur d'un mélange entre les Néandertaliens et les premiers hommes modernes. Elles suggèrent qu'à l'arrivée de ces derniers en Europe, les deux espèces se sont rencontrées puis croisées,.

Le modèle de l'origine multirégionale de l'homme moderne laisse supposer que :
Quand les humains modernes sont entrés en Europe, ils ont rencontré des gens avec les mêmes capacités cognitives et comportant des niveaux identiques de réalisation culturelle. Dans une telle situation, toute la gamme des situations d'interaction culturelle, d'un conflit à l'évitement mutuel et au plein mélange, doit avoir résulté au niveau local et régional. Le résultat final inévitable dans une perspective continentale à long terme était celui d'un mélange biologique et culturel total. Le déséquilibre de la taille des réservoirs de gènes explique la perte des lignées d'ADNmt néandertalien chez les humains modernes.